# Lepidostoma ojanum
Lepidostoma ojanum är en nattsländeart som beskrevs av Weaver och Myers 1998. Lepidostoma ojanum ingår i släktet Lepidostoma och familjen kantrörsnattsländor. Inga underarter finns listade i Catalogue of Life.